# Hübsch-Speicher

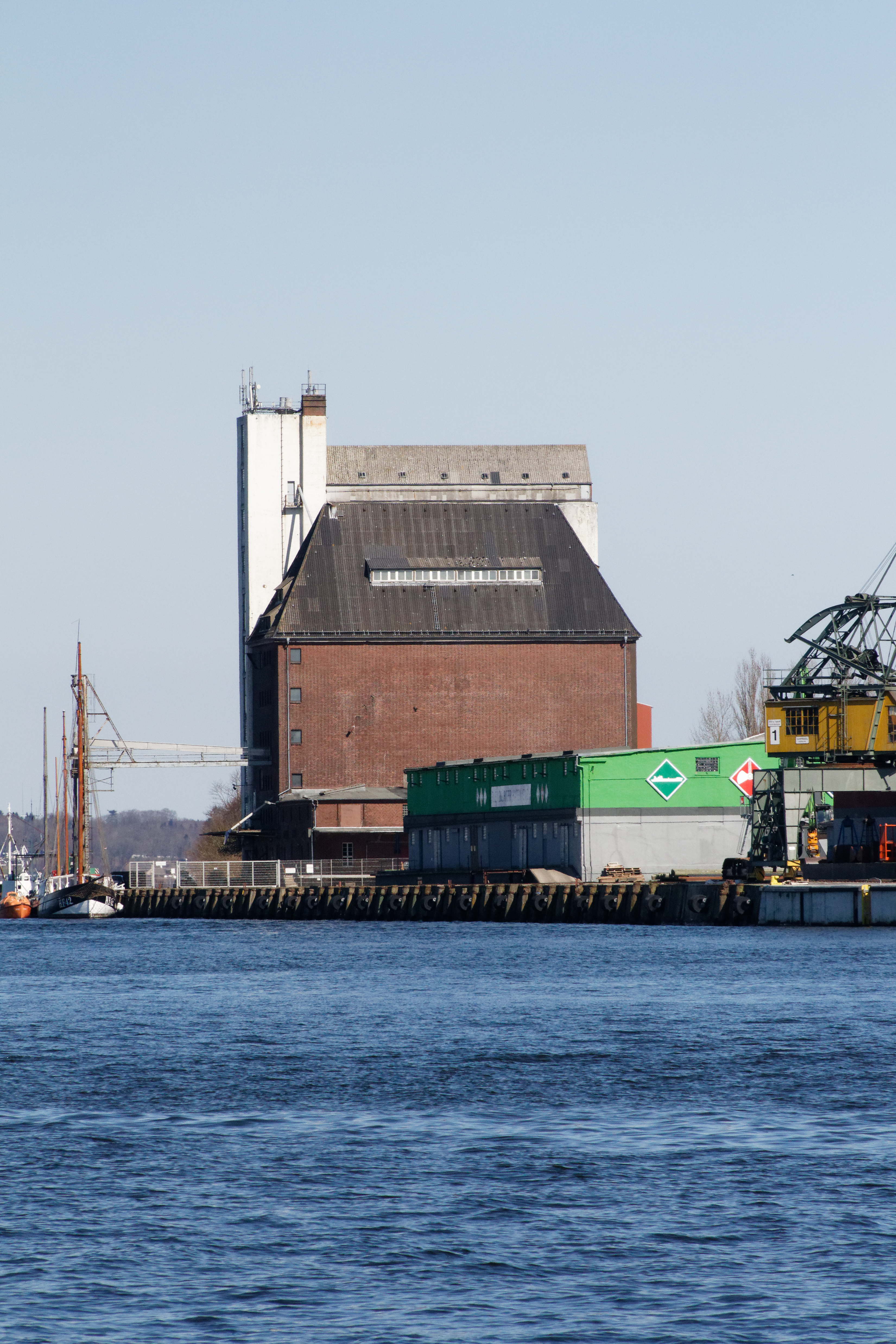
Der Hübsch-Speicher im Jahr 2015

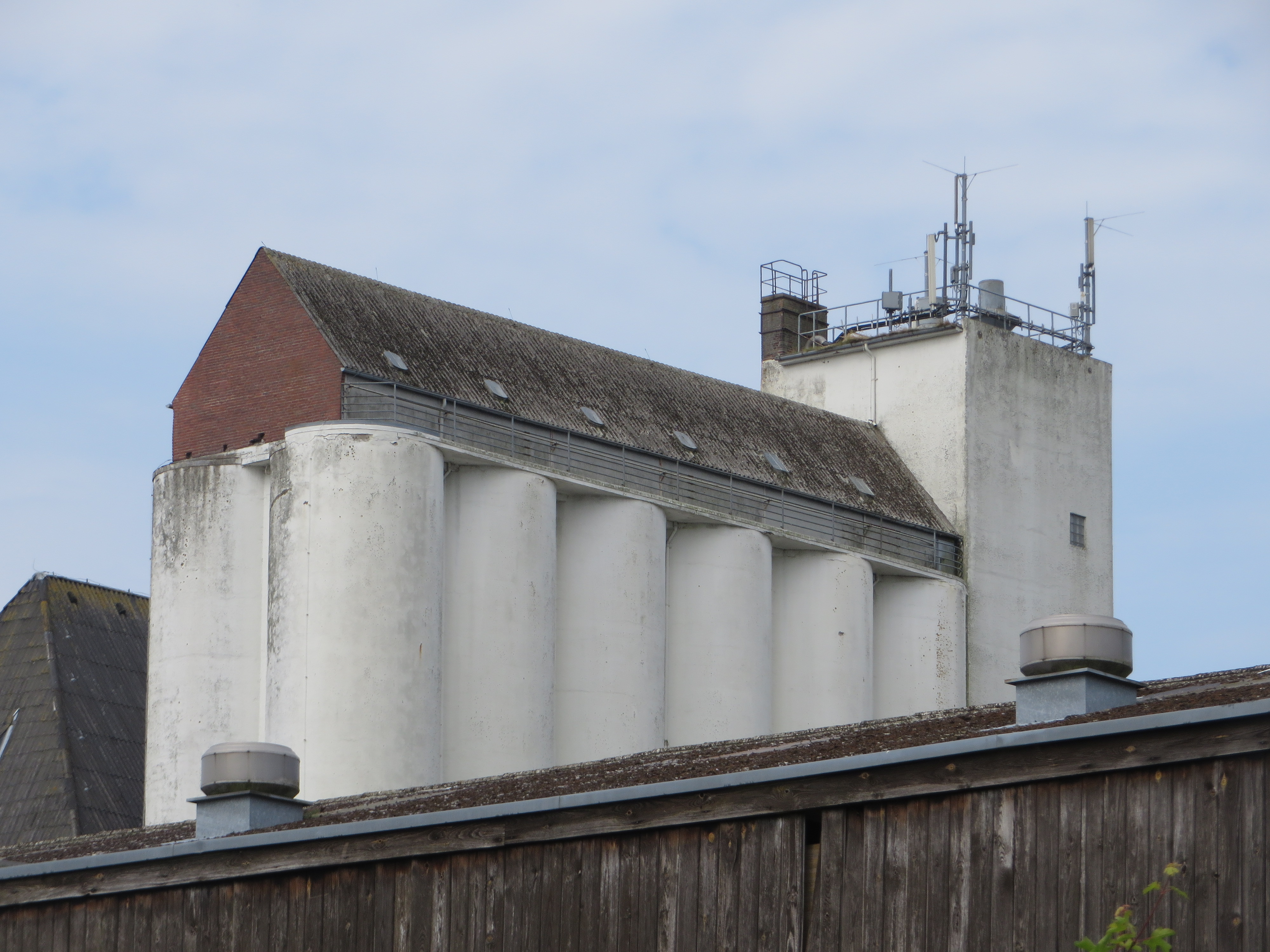
Ein später angebauter Beton-Silo

Der Hübsch-Speicher (auch: Harniskai-Speicher) in Flensburg-Fruerlund liegt am Ostufer des Flensburger Hafens. Er gehört zu den Kulturdenkmalen der Stadt.

## Hintergrund
Der Hübsch-Speicher wurde 1939 vom Zivilingenieur Wucherpfennig für die Firma Richard Hübsch zur Lagerung von Getreide errichtet. Er erhielt eine ähnliche Gestalt wie der Jahre zuvor errichtete, benachbarte, backsteinerne Stadtspeicher. Im Gegensatz zum Stadtspeicher wurde der Hübsch-Speicher aber etwas kleiner und schmuckloser gestaltet. An den sechsgeschossigen rechteckigen Backsteinbau mit Walmdach wurde auf der Südseite noch ein zweigeschossiges Lagerhaus hinzugefügt. Dem Hübsch-Speicher wurde die Adresse Harniskai 4 zugeordnet.
Während der Luftangriffe auf Flensburg diente der Hübsch-Speicher oder der benachbarte Stadtspeicher oder beide Speicher als Standort eines 2-cm-Flakgeschützes. (Die ganz genaue Flak-Position ist unklar.) Zum Ende des Zweiten Weltkrieges lag der Hübsch-Speicher am Rande des Sonderbereiches Mürwik. Kurz nach dem Krieg, im Juni 1945, kam es zum Kielsenger Explosionsunglück. Ob der Hübsch-Speicher wie der benachbarte Stadtspeicher stark beschädigt wurde, ist unklar.
In der Zeit des Kalten Krieges wurde auf der Nordseite des Hochsilos ein einundvierzig Meter hoher Beton-Speicher hinzugefügt, der die Wirkung eines „Scheinriesens“ hat. Denn dieser sieht vom Norden und Süden so riesig aus wie der größte Speicher der Stadt, nämlich dem Hage-Speicher nahe der Hafenspitze (Lage).  In Wahrheit ist der besagte angebaute Speicher jedoch sehr schmal, was nur aus südöstlicher und nordwestlicher Perspektive oder auch direkt im Umfeld des Speichers erkennbar ist. Einige Flensburger Parteien sind heutzutage bestrebt im Umfeld des Hübsch-Speichers profitabel zu bauen und das Gebiet erheblich umzugestalten. Dies führte um 2014 offenbar dazu, dass einem Investor, der den Silo weiter nutzen wollte, ein Nutzungsvertrag verweigert wurde. Heute existiert noch eine Tischlerei im Lagerhaus auf der Südseite des Hübsch-Speichers.